# Conquista del kanato de Siberia

Kanato de Siberia

El Kanato de Siberia era un estado musulmán situado justo al este de los montes Urales medios. Su conquista por Yermak Timoféyevich en 1582 fue el primer acontecimiento en la conquista rusa de Siberia.

## Actores

### Rusia

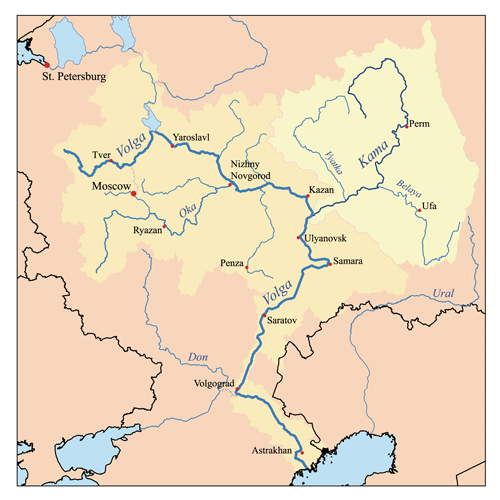
Oeste de los Urales: el río Kama y Perm

La República de Nóvgorod desarrolló un imperio de comercio de pieles a través del norte de Rusia hasta los montes Urales del norte y un poco más allá. Al este de Nóvgorod, la tierra fue cayendo gradualmente bajo el control de Moscú. Entre Moscú y los Urales estaba el Kanato de Kazán, que se separó de la Horda de Oro alrededor de 1438. En 1478, Moscovia capturó Nóvgorod y en 1552 Kazán. Esto abrió la zona de Perm y el río Kama al noreste de Kazán. En 1558, los Stróganov recibieron un gran feudo en la zona y comenzaron a desarrollarlo. Había una resistencia nativa dispersa. En 1573, el Kan de Siberia envió a su sobrino a asaltar las tierras de Stróganov. El Zarato moscovita respondió con una carta que autorizaba efectivamente a los Stróganov a lanzar una guerra privada contra el Kan, pero no se hizo nada al respecto.

### Siberia

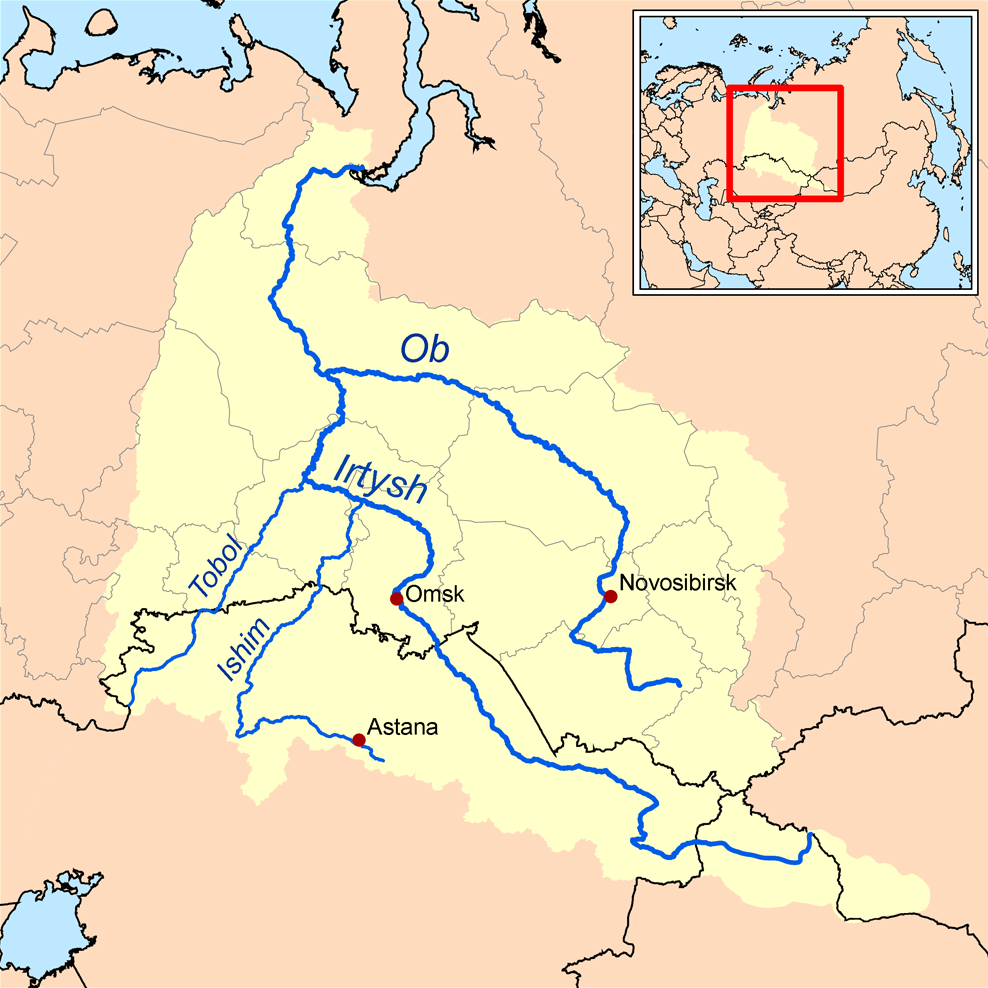
El área entre Tobol y Ob es parte de Irtysh. Los ríos Turá y Tavdá fluyen hacia el Tobol

Los Urales medios a la latitud de Perm son bastante bajos y fáciles de cruzar. La zona estaba habitada por los Voguls,  Mansi y, al norte de Tobolsk, por los Ostiakos,  Janty. En algún momento un grupo de tártaros siberianos estableció el Kanato de Siberia y formó una clase dominante militar sobre una población no musulmana. Estos tártaros eran en parte musulmanes túrquico-mongoles del sur y en parte conversos locales al Islam. Dos clanes se disputaban el poder. Los Shaybánidas eran descendientes de Genghis Khan. Los Taibugíes probablemente eran de origen local. En 1563, Kuchum, un shaybánida, derrotó a su oponente Taibugid y tomó el trono. Antes de 1571, el Kanato pagó tributo limitado a Moscú.
Las crónicas siberianas son incompletas y contradictorias, al igual que las fuentes secundarias en inglés. Este relato sigue a Lantzeff, que parece ser el relato más completo en inglés. Lantzeff sigue a S. V. Bajruskin. Los principales problemas son el año de inicio de la expedición, los detalles de la ruta y la ubicación de la batalla en Siberia.

## Captura de Siberia
Yermak Timoféyevich comenzó su carrera como pirata de río en algún lugar del Volga. Alrededor de 1577, estos piratas fueron dispersados por el Zarato moscovita. Yermak llegó a Perm algún tiempo después, posiblemente en 1579. Su propósito al invadir Siberia no está claro. Parece haber sido una especie de reconocimiento de fuerzas que evolucionó hasta convertirse en una conquista cuando el Kanato se mostró débil. No está claro si Yermak fue por su propia iniciativa, o si fue enviado por los Stróganov, o si los Stróganov lo animaron a ir a deshacerse de un peligroso cuerpo de hombres armados. Yermak tenía 540 cosacos. Los Stróganov proporcionaron la mayor parte de los suministros y otros 300 hombres, en su mayoría llamados "Litvá" o prisioneros de guerra retenidos por los Stróganov.
Yermak dejó Perm probablemente en el verano de 1581. Fisher lo hace comenzar en septiembre de 1579 y tomar Siberia en octubre de 1581. Lincoln tiene permiso de Yermak el 1 de septiembre de 1582 y conquista Siberia tres meses después. Naúmov dice que los historiadores de finales del siglo XX establecieron el año 1582 como la fecha de inicio, pero esto deja poco tiempo para la construcción de barcos en el río Turá si Siberia fue capturado en 1582, una fecha que Naúmov acepta. Navegó hacia el sur por el río Chusovaya. Cuando el río se hizo poco profundo y el clima se volvió frío, construyó cuarteles de invierno en las montañas. Desde aquí asaltó a los mansi locales, cuya noticia provocó más tarde la oposición de los nativos. En primavera cruzó los Urales hasta el río Baranchá, según Lantzeff, pero la Baranchá está un poco al norte de la latitud de Perm. Construyó balsas, navegó río abajo y las convirtió en botes cuando el río se hizo lo suficientemente profundo. Al entrar en el río Turá navegó río abajo (sureste) y derrotó a un príncipe nativo llamado Epancha en el sitio posterior de Turinsk. Naúmov tiene a Iván Koltsó y 300 hombres, probablemente 300 de Stróganov, que se unen a Yermak en este punto, pero otras fuentes no lo mencionan. Continuando por el Turá, capturó a Tiumén según la crónica de Rémizov, pero Bajruskin cree que el fuerte había sido abandonado. Al llegar al río Tobol derrotaron a una fuerza autóctona, navegaron río abajo (hacia el norte) y más tarde ganaron otras dos batallas antes de llegar a la desembocadura del río Tavdá. Veinte millas por debajo del Tavdá libraron otra batalla y luego capturaron una aldea nativa donde descansaron durante un mes. Este retraso tan cerca del enemigo, si sucedió, parece muy extraño.[cita requerida]
Dejando el campamento, navegaron 12 millas por el Tobol hasta su confluencia con el río Irtysh en el Tobolsk moderno, 12 millas al este por el Irtysh estaba Sibir (Qashliq). Los rusos capturaron la aldea de Atik-Murzá como base y atacaron sin éxito a Siberia. Varios días después volvieron a atacar. El comandante, Mamet-Kul, resultó herido, lo que llevó a la desorganización. Los Ostyaks se rompieron primero, y luego los Voguls, dejando sólo los Tártaros. Kuchum huyó durante la noche y los rusos entraron en su capital a la mañana siguiente. Esto fue probablemente en octubre de 1582. Los rusos habían perdido 107 hombres. La historia de la batalla del Cabo Chuvash da un relato ligeramente diferente. Grousset libra la batalla en «un campo fortificado en la desembocadura del Tobol para proteger los accesos a Sibir». Naúmov lo tiene "no muy lejos de Sibir". Un fuerte puede haber custodiado la ciudad río arriba, pero el asunto no está claro.[cita requerida]

## Ocupación
Durante los meses siguientes, varios caciques nativos ofrecieron su sumisión. Yermak, quizás inesperadamente, se encontró a sí mismo como el gobernante de un kanato. Envió a Iván Koltsó, 50 hombres y 5200 pieles a Moscú para anunciar su conquista. Mientras tanto, los Ostyaks y Voguls habían estado atacando los territorios de Perm. Iván el Terrible pensó que Yermak había provocado esto y envió una airada carta a los Stróganov exigiendo que se retirara a Yermak para proteger a Perm. Pocos días después, los enviados de Yermak llegaron a Moscú. El zar inmediatamente cambió de opinión y prometió enviar un voyevoda y tropas. Envió regalos a Yermak incluyendo el famoso traje de armadura.
Los cosacos enviaron grupos de asalto para recoger el Yasak. Bogdán Bryazga bajó hacia el norte por el Irtysh hasta su cruce con el  Obi. Yermak exploró el Tavdá. El paradero de Kuchum en este momento era incierto. Su sobrino, Mamet-Kul, atacó a los rusos varias veces, fue capturado en el río Vagái y enviado a Moscú donde más tarde tuvo una carrera honorable bajo el nombre de Sibirski. Seid Ajmat, rival de Kuchum en el Taibugid, regresó a la zona y se ganó algunos seguidores. El Karacha', uno de los antiguos funcionarios de Kuchum, envió una petición a Yermak para que le ayudara a combatir a los nómadas de la estepa. Cuando llegaron los cuarenta cosacos de Iván Koltsó fueron asesinados y la expedición punitiva que enviaron fue derrotada. Esto parece haber desencadenado un levantamiento general y se hizo inseguro abandonar el fuerte de Siberia. Por esta época (noviembre de 1584) llegaron 500 refuerzos, incluyendo a los Streltsý, de Rusia. La comida era inadecuada y hubo muchas muertes durante el invierno. En marzo, el Karacha sitió Sibir (Qashliq). Dos meses más tarde rompieron el cerco por una salida (Naúmov tiene la salida en marzo).
En agosto de 1585, Yermak se enteró de que una caravana llegaba desde el sur y que Kuchum estaba esperando para saquearla. Subió al Irtysh para capturar la caravana o Kuchum, pero descubrió que no había caravana. De vuelta, acampó en la desembocadura del río Vagái, a unas 25 millas río arriba de Tobolsk. La noche era tormentosa y la vigilancia inadecuada. Los hombres de Kuchum atacaron y la mayoría de los rusos murieron mientras dormían. La historia, que puede ser cierta, es que Yermak intentó huir a un barco fluvial y se ahogó por el peso de la armadura que el zar le había enviado.[cita requerida]

## Abandono de Siberia
El mando pasó a Iván Glújov. Con sólo 150 hombres sobrevivientes, pensó que era imposible resistir, así que bajó por el Irtysh y el Obi y cruzó a Rusia por el norte de los Urales. Alí, hijo de Kuchum, volvió a ocupar la ciudad, pero fue expulsado por Seid Ajmat, al que Naúmov lo llama Seidiak. Los refuerzos bajo el mando de Mansúrov llegaron pero no eran lo suficientemente fuertes para hacer nada. Pasaron el invierno en algún lugar del Obi y cruzaron los Urales la primavera siguiente (1586). Naúmov se reunió con Glújov y Mansúrov y regresaron juntos a Rusia.

## Siberia reocupada
Yermak había fracasado, pero el Kanato de Siberia había sido disuelto y Seid Ajmat no podía restaurarlo. El área fue dejada a los jefes nativos que tenían pocas armas de fuego. La política rusa se basaba en la construcción sistemática de fortalezas, un método que también utilizaban para expandirse al sur de Moscú. En 1586, 300 rusos construyeron un Ostrog en Tiumén, y en 1587 otro fuerte en Tobolsk. En 1588, Seid Ajmat y los Karacha fueron invitados a Tobolsk y capturados y enviados a Moscú. En 1594, se construyó  Tara en el centro del Irtysh para proteger la ruta de las caravanas. En 1591, se anexionaron los Mansi del río Konda. Surgut, en el cruce del Obi-Irtysh, fue fundada en 1594. En 1594, el príncipe de Pelym fue derrotado. Kuchum hizo una serie de ataques, pero fue derrotado en la estepa de Baraba en, probablemente, 1598. En 1598, se construyó Verjoturie para asegurar la ruta sobre los Urales. En la década de 1590, los rusos cruzaron los Urales del norte hasta la cuenca baja de Obi. Ketsk fue fundada en 1602, abriendo la ruta al río Yeniséi.